# THE合体
THE合体（ザがったい）は、グッドスマイルカンパニーが展開する完成品合体トイである。
長期のシリーズを前提としており、「勇者シリーズ」のロボの展開も見据え、2万円を超えないように設計している。また、合金パーツの使用もしないようにしている。合体ロボによっては合金パーツを使用しているものある。2023年1月16日から2月13日にかけて第1回のアンケートを実施している。

## 製品

### グリッドマンシリーズ

#### 電光超人グリッドマン
- THE合体 合体超神サンダーグリッドマン（2021年9月） - 千値練との共同開発
- THE合体 合体超神サンダーグリッドマン - TOKUSATSU EDITION -（2021年9月） - 千値練との共同開発
- THE合体 グリッドマンシグマ（2024年10月グッドスマイルオンラインショップ、TSUBURAYA STORE ONLINE限定販売）
- THE合体 合体竜帝キンググリッドマン（2024年10月グッドスマイルオンラインショップ、TSUBURAYA STORE ONLINE限定販売）
- THE合体 合体竜帝キンググリッドマン - TOKUSATSU EDITION -（2024年10月グッドスマイルオンラインショップ、TSUBURAYA STORE ONLINE限定販売）

#### グリッドマン ユニバース
- THE合体 グリッドナイト＆ゴルドバーン（2021年7月抽選先行販売、2021年11月グッドスマイルオンラインショップ抽選販売）
- THE合体 合体竜人 DXダイナゼノン（2023年12月）
- THE合体 グリッドマン (Universe Fighter)＆ビッグゴルドバーン（2024年1月）
- THE合体 超合体騎士 DXフルパワーグリッドナイト（2024年2月）
- THE合体 ゴルドバーン Extra Gold Ver.（2024年8月）
- THE合体 超合体超人 DXフルパワーグリッドマン（2024年8月）
- THE合体 DXサウンドラス（2026年2月）

### 天元突破グレンラガン
- THE合体 無限合体 グレンダンラガン（2022年12月）

### 超獣機神ダンクーガ
- THE合体 HAGANE WORKS ダンクーガ（2023年5月）
- THE合体 ダイリューガ（2026年1月）

### 勇者シリーズ

#### 伝説の勇者ダ・ガーン
- THE合体 ダ・ガーンX（2022年5月）
- THE合体 ガ・オーン（2022年7月）
- THE合体 伝説の勇者ディスプレイベースセット（2024年5月）
- THE合体 セブンチェンジャー（2024年9月）
- THE合体 ペガサスセイバー（2026年4月）

#### 勇者特急マイトガイン
- THE合体 マイトガイン（2023年9月）
- THE合体 マイトカイザー（2024年4月）
- THE合体 マイトガンナー+パーフェクトオプションセット（2024年5月）
- THE合体 カイザーキャリア（2025年3月グッドスマイルオンラインショップ限定販売）
- THE合体 ブラックマイトガイン（2025年9月）

#### 太陽の勇者ファイバード
- THE合体 ファイバード（2025年2月）
- THE合体 グランバード（2025年6月）

### 勇気爆発バーンブレイバーン
- THE合体 DXブレイバーン（2025年1月）
- THE合体 DXバーンドラゴン（2025年6月グッドスマイルオンラインショップ限定販売）
- THE合体 一緒に叫ぶぞ! DXブレイバーン ボイスユニット（2025年9月グッドスマイルカンパニー公式ショップ限定販売）
- THE合体 DXブレイバーン用ディスプレイベース（2025年10月グッドスマイルカンパニー公式ショップ限定販売）
- THE合体EX DXスペルビア（2025年11月）